# República das bananas

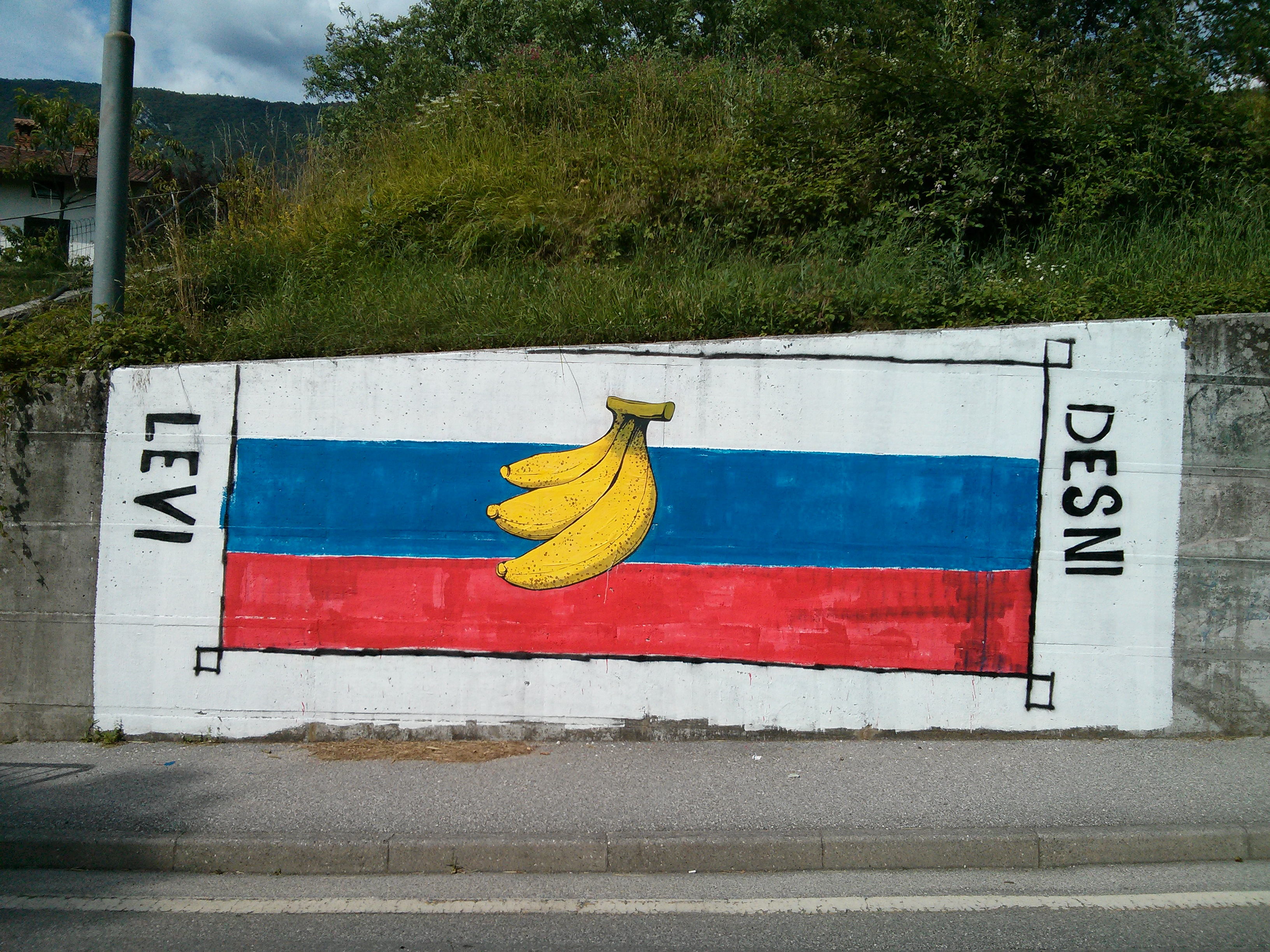
O termo em arte com a bandeira da Eslovênia.

República das bananas é um termo pejorativo para um país subdesenvolvido, politicamente instável, submisso a um país rico e frequentemente com um governante corrompido e opressor, revolucionário ou não, ou por uma junta militar. Sua economia é, em grande parte, dependente da exportação de monoculturas, tais como bananas, café, laranjas ou cana-de-açúcar, ou até mesmo a extração de minerais.

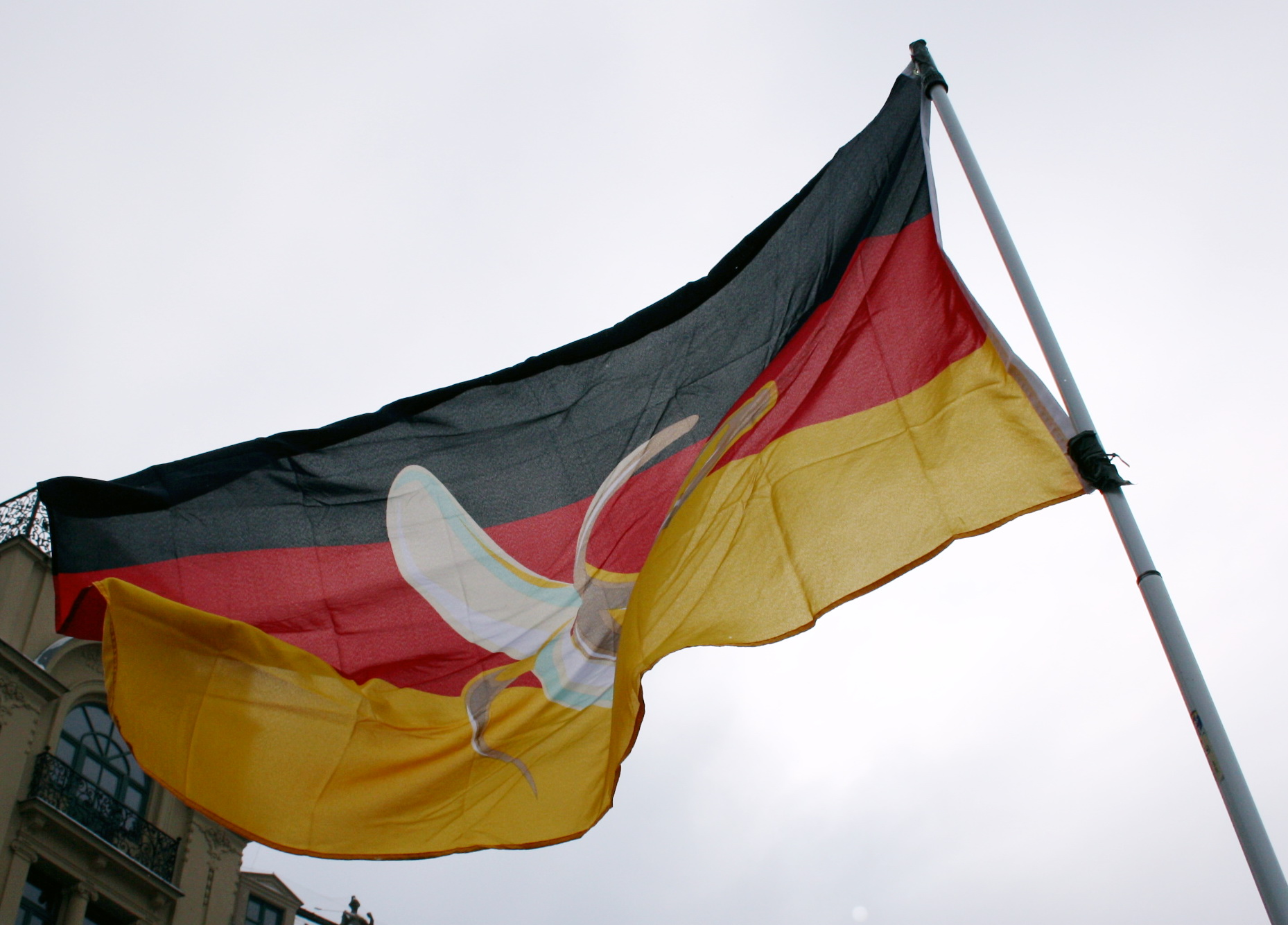
Na bandeira da Alemanha em um protesto de 2012 realizado em Monique.

Normalmente, tem classes sociais estratificadas, incluindo uma grande e empobrecida classe trabalhadora e uma plutocracia que compreende as elites de negócios, política e militares (embora o nível de desigualdade social das Américas Central e do Sul seja, atualmente, menor do que em alguns países desenvolvidos). Esta oligarquia político-econômica controla as produções do setor primário e, assim, explora a economia do país.

## História

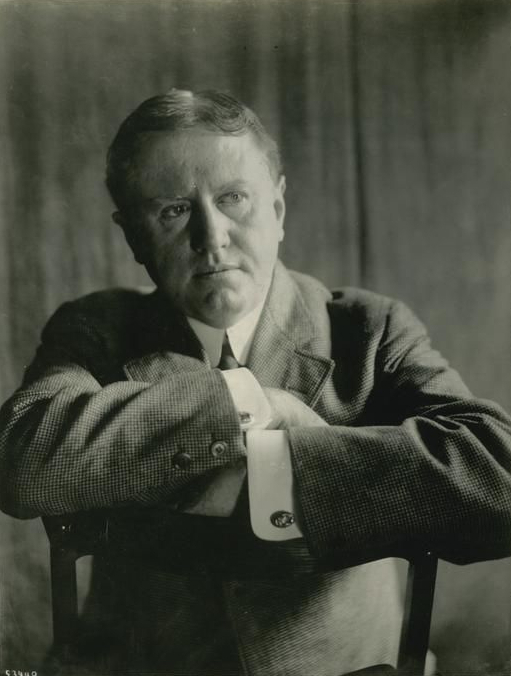
O. Henry

O termo foi criado por O. Henry, um humorista e cronista estadunidense. Originalmente, o termo referia-se a Honduras e foi apresentado no livro de contos curtos Cabbages and Kings, de 1904, ambientados na América Central. "República", nessa época, era também um eufemismo de "ditadura". Alguns trechos do livro nos quais o termo é usado são:
Na constituição desta pequena e marítima república bananeira havia uma secção esquecida…
Nesses tempos tínhamos tratados com quase todos os países estrangeiros excepto Bélgica e essa república bananeira, Anchuria.
O termo fortaleceu-se devido à forte presença das empresas estadunidenses United Fruit Company e Standard Fruit, que dominavam a produção de frutas como bananas e abacaxis nos países da América Central e Caribe, especialmente Honduras. Na época, a exportação de frutas era a grande fonte de riqueza destes países. Assim, as companhias tinham grande poder sobre a economia local destes países e, quando estes países não respondiam aos interesses das companhias, as empresas utilizavam-se da força para garanti-los. Exemplo disso foi quando, em 1910, um barco partiu de Nova Orleans rumo a Honduras com o objectivo de instalar um novo presidente pela força, pois o governo daquele país não cortara os impostos cobrados da companhia. O novo presidente empossado permitiu que a empresa ficasse livre de pagar impostos durante 25 anos.
As duas ditaduras sul-americanas fictícias criadas por Hergé nos anos 1930 para cenário de algumas aventuras de Tintim, San Theodoros e Nuevo Rico, são exemplos perfeitos da arquetípica República das Bananas. O conceito também foi explorado pelo cineasta Woody Allen no filme Bananas, de 1971, que se passa na fictícia San Marcos. Em 2016, após um período de instabilidades e disputas políticas no Brasil, o cartunista Carlos Latuff satirizou o período com um formato de brasão da república em cujo ramo de café foi substituído por bananas.